# 쳇 헌틀리
쳇 헌틀리(영어: Chet Huntley, 1911년 12월 10일~1974년 3월 20일)는 미국의 언론인이다. 1956년부터 1970년까지 14년 동안 NBC에서 뉴스 앵커를 맡았다.

## 생애
1911년 12월 10일 몬태나주에서 태어났다. 몬태나주에서 유년기 동안 살았다가 시애틀에 위치한 워싱턴 대학교에 입학하면서 몬태나주를 떠났다. 1974년 3월 20일 죽었다.